# Ильинский монастырь (Одесса)
Ильинский монастырь — мужской монастырь Украинской православной церкви (Московского патриархата). Расположен в городе Одесса, Итальянская улица, 79.

## История
Был основан в 1884 году как подворье афонского Ильинского скита Православной российской церкви для помощи паломничествующим со всех концов России через Одессу на Афон и в Палестину. Им давали пристанище, помогали получить заграничный паспорт, отправляли на пароход, хранили вещи. Ильинский общежительный скит на Афоне приобрёл дом на Пушкинской улице, недалеко от вокзала для подворья в 1884 году и в нём до 1890 года размещали богомольцев.

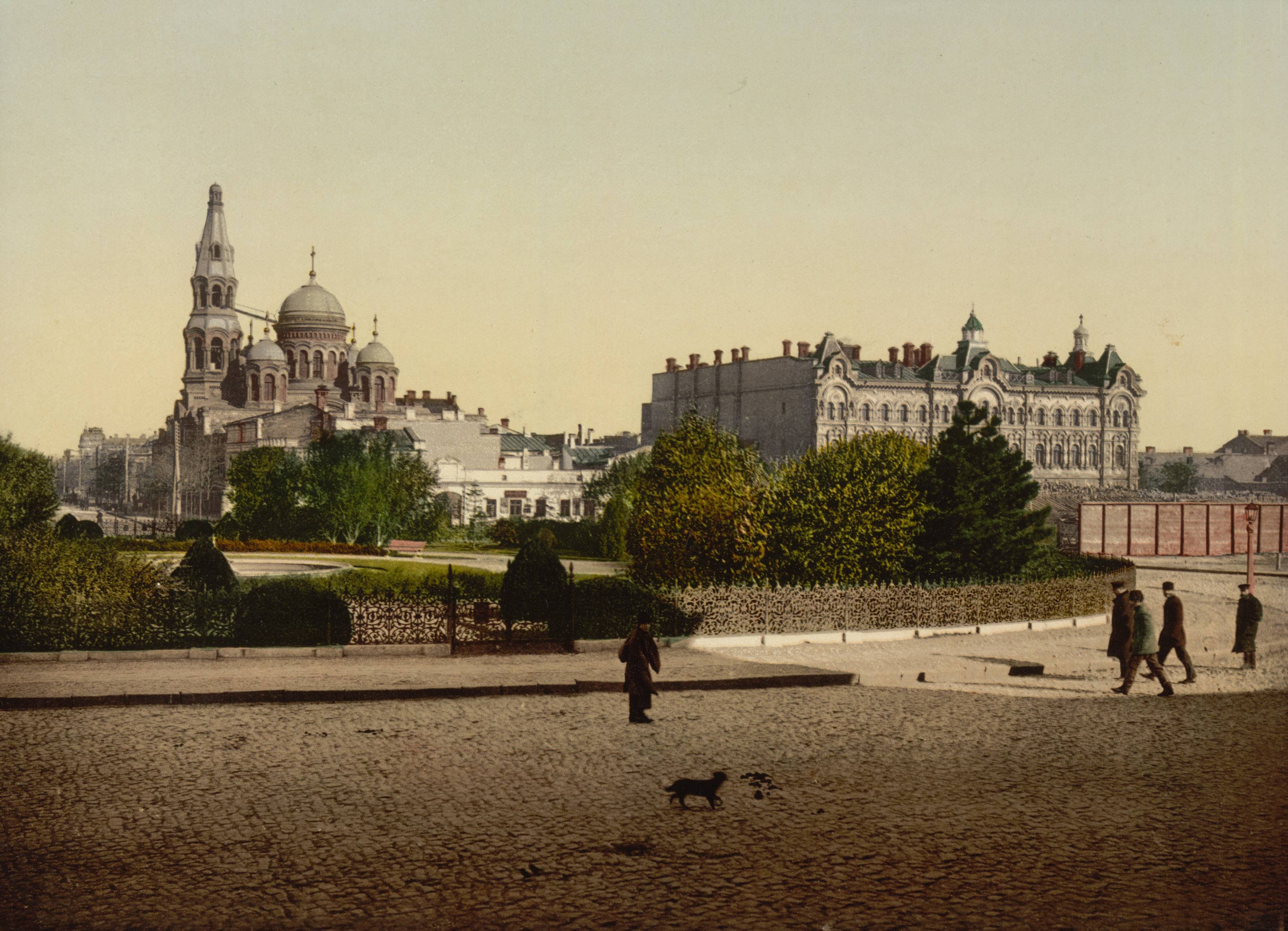
Ильинский монастырь в 1896 году. Фотохром Петра Павлова

Сразу же возникла необходимость в постройке церкви, как для братства и паломников, также и для православных жителей города Одессы. Святейший Синод в 1890 году разрешил скиту иметь более обширное подворье и при нём церковь. Для постройки церкви скитом был приобретён ещё такой же участок земли, какой по величине своей занимало прежнее подворье.

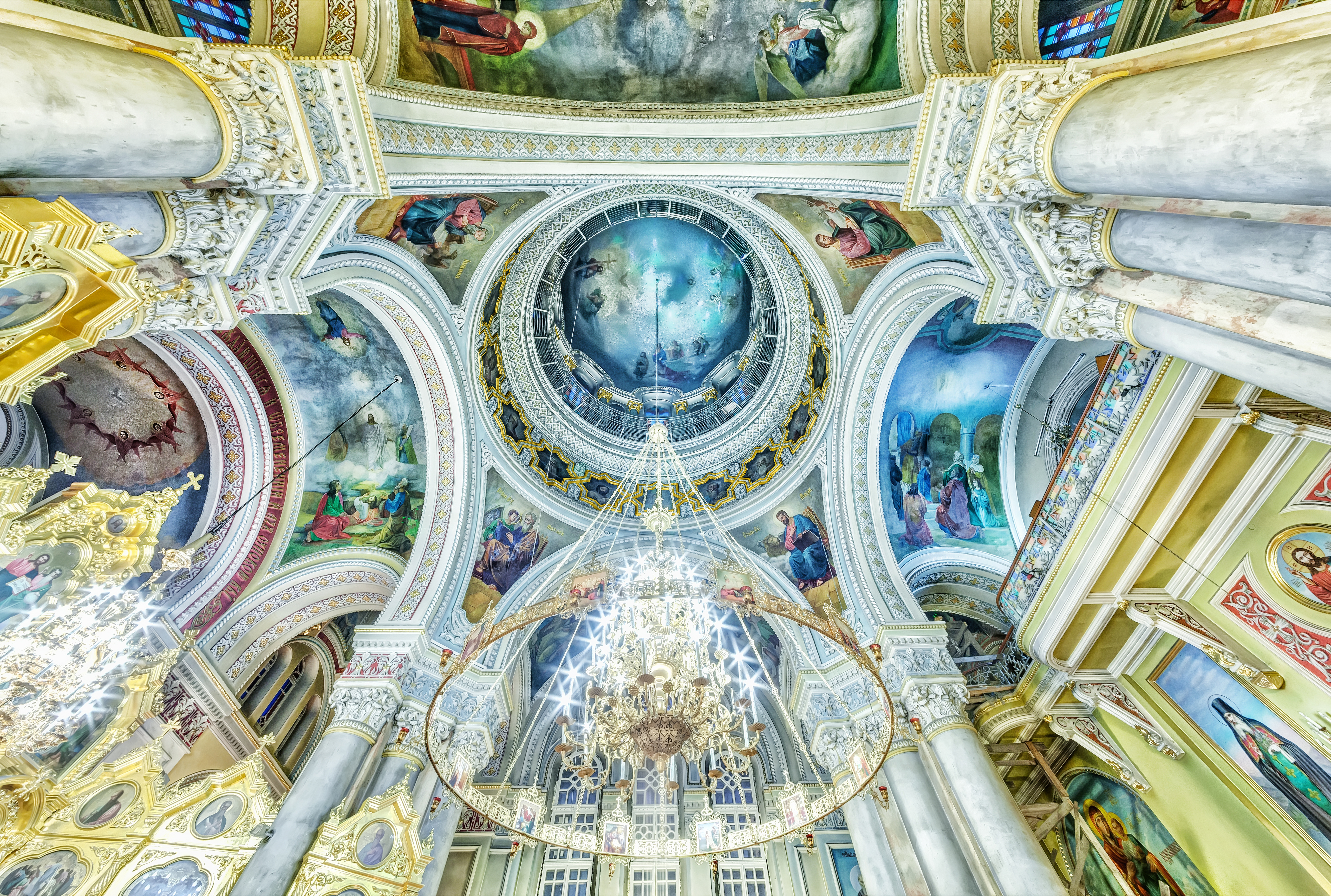
Интерьер церкви

Закладка церкви была совершена настоятелем скита архимандритом Гавриилом, 10 (22) ноября 1894 года, в присутствии высших административных представителей города Одессы и массы горожан. В 1896 году постройка трёхпрестольного пятиглавого храма была закончена.
22 декабря 1896 года, было совершено освящение главного престола, во имя чудотворной иконы Божией Матери, именуемой «Млекопитательница», архиепископом Херсонским и Одесским Иустином (Охотиным) в сослужении епископа Елисаветградского Тихона, настоятеля скита архимандрита Гавриила, белого и монашествующего духовенства.
23 декабря был освящен правый придел во имя святого пророка Илии архимандритом Гавриилом и ключарем протоиереем Гавриилом Селецким. 28 декабря освящен так же и левый придел во имя архангела Гавриила. При входе в церковь с правой стороны была устроена часовня, в память восшествия на престол Его Императорского Величества Государя Николая II Александровича, и освящена во имя св. Николая Мирликийского чудотворца. В храме находились следующие святыни, привезённые прп. Гавриилом Афонским:
- чудотворная икона Божией Матери «Млекопитательница»;
- крестовидная часть древа Животворящего Креста Господня;
- левая стопа святого апостола Андрея Первозванного.

В настоящее время они находятся в одесском Успенском монастыре.
В 1922 году подворье было упразднено, храм действовал до 1928—1932 годов. В 1946—1949 годах на подворье жили иноки.
В 1995 году Ильинский приход преобразован в монастырь. Ныне главный престол Соборного храма Ильинского монастыря освящен во имя св. пророка Илии, правый придел — во имя чудотворной иконы Божией Матери Млекопитательница, левый придел — во имя архангела Гавриила. Каждый день жизнь монастыря начинается с братского молебна у раки с мощами прп. Гавриила Афонского. С 1997 года при монастыре располагается Одесское епархиальное управление.
При обители действует воскресная школа для детей и взрослых.